# Henk van der Mark
Henk van der Mark (Kethel, 10 de febrero de 1957) es un expiloto de motociclismo holandés, que compitió en el Campeonato del Mundo de Motociclismo desde 1984 hasta 1987.

## Biografía
Henk van der Mark hace su aparición en Mundial de resistencia en 1981 con una Suzuki con la que terminará décimo en las 8 horas del Nurburgring con Gerard Flameling y noveno en los 1000 kilómetros de Zeltweg con Dieter Heinen. En 1982 repite la experiencia y acaba octavo en 1000 kilómetros de Zeltweg y octaco en las 24 Horas de Montjuïc junto a Dirk Brand y Jur Manneveld. Mejora notablemente en 1983, cuando acabó decimocuarto en la clasificación general con un quinto puesto en Las 24 h de Le Mans, noveno en las 6 horas de Silverstone, séptimo en las 8 horas del Nurburgring y 7.º en Zeltweg. 
En esta disciplina, firmarça su mejor temporada en 1984 con un duodécima posición en la general gracias al quinto puesto en los 1000 km de Zeltweg, la segunda posición en la Bol d'Or junto a Dirk Brand y ganará las 24 Horas de Le Mans, aunque fuera de campeonato.
Este 1984 probaría otras disciplinas. Por ejemplo, estaría presente en el Campeonato europeo en la cilindrada de 500 cc, acabando cuarto en la última carrera del campeonato en Assen y también participará en las dos Grandes Premios del Mundial de 500 cc con una Honda terminando 17.º en Alemania y 13.º en Francia. En su temporada 1985, disputará la totalidad de la temporada del Mundial de 500 cc, consiguiendo un noveno puesto en el Gran Premio de los Países Bajos como mejor resultado.
En 1986, también se dedicaría en expclusiva al Mundial de 500 c.c. sin excesivos resultados destacados y en 1987, sólo se presentará a Gran Premio de los Países Bajos, terminando fuera de los puntos. A partir de ahí, se volvería centrar en el Campeonato de Europa de 500 cc, en el que acabaría cuarto en la clasificación general gracias a un cuarto puesto en Inglaterra y Checoslovaquia, un tercer puesto en Holanda, y un décimo en Mugello.
Su hijo  Michael también acabó siendo piloto profesional.

## Resultados

### Campeonato del Mundo de Motociclismo

#### Carreras por año
Sistema de puntos desde 1969 a 1987:
| Posición | 1.º | 2.º | 3.º | 4.º | 5.º | 6.º | 7.º | 8.º | 9.º | 10.º |
| Puntos   | 15  | 12  | 10  | 8   | 6   | 5   | 4   | 3   | 2   | 1    |

Sistema de puntos desde 1988 a 1992:
| Posición | 1.º | 2.º | 3.º | 4.º | 5.º | 6.º | 7.º | 8.º | 9.º | 10.º | 11.º | 12.º | 13.º | 14.º | 15.º |
| Puntos   | 20  | 17  | 15  | 13  | 11  | 10  | 9   | 8   | 7   | 6    | 5    | 4    | 3    | 2    | 1    |

(Carreras en negrita indica pole position, carreras en cursiva indica vuelta rápida)
| Año  | Cat.  | Moto  | 1      | 2      | 3      | 4      | 5       | 6       | 7       | 8       | 9       | 10      | 11      | 12    | 13    | 14    | 15    | Pts. | Pos. |
| ---- | ----- | ----- | ------ | ------ | ------ | ------ | ------- | ------- | ------- | ------- | ------- | ------- | ------- | ----- | ----- | ----- | ----- | ---- | ---- |
| 1984 | 500cc | Honda | RSA -  | NAT -  | ESP -  | AUT -  | GER 17  | FRA 13  | YUG -   | NED Ret | BEL Ret | GBR Ret | SWE -   | RSM - |       |       |       | 0    | -    |
| 1985 | 500cc | Honda | RSA -  | ESP 11 | GER >- | NAT 18 | AUT Ret | YUG -   | NED 9   | BEL 18  | FRA -   | GBR -   | SWE -   | RSM - |       |       |       | 2    | 22.º |
| 1986 | 500cc | Honda | ESP 13 | NAT 13 | GER 15 | AUT 17 | YUG Ret | NED DNS | BEL -   | FRA -   | GBR 15  | SWE 17  | RSM DNQ |       |       |       |       | 0    | -    |
| 1987 | 500cc | Honda | JPN -  | ESP -  | GER -  | NAT -  | AUT -   | YUG -   | NED Ret | FRA -   | GBR -   | SWE -   | CZE -   | RSM - | POR - | BRA - | ARG - | 0    | -    |